# Teapa (gmina)

Położenie gminy Teapa na mapie stanu Tabasco

Teapa – gmina meksykańskiego stanu Tabasco, położona w połowie rozciągniętego wschód-zachód stanu w jego najbardziej wysuniętej na południe części, około 100 km od wybrzeża Zatoki Meksykańskiej. Jest jedną z 17 gmin w tym stanie. Siedzibą władz gminy jest miasto o tej samej nazwie. Nazwa gminy pochodzi od słowa w języku nahuatl “Teaoan”, które oznacza "Kamienistą rzekę" i dotyczy płynącej na terenie gminy Río de Piedras.
Ludność gminy Teapa w 2005 roku liczyła 49 262 mieszkańców, co czyniło ją mniej licznych gminą w stanie Tabasco.

## Geografia gminy

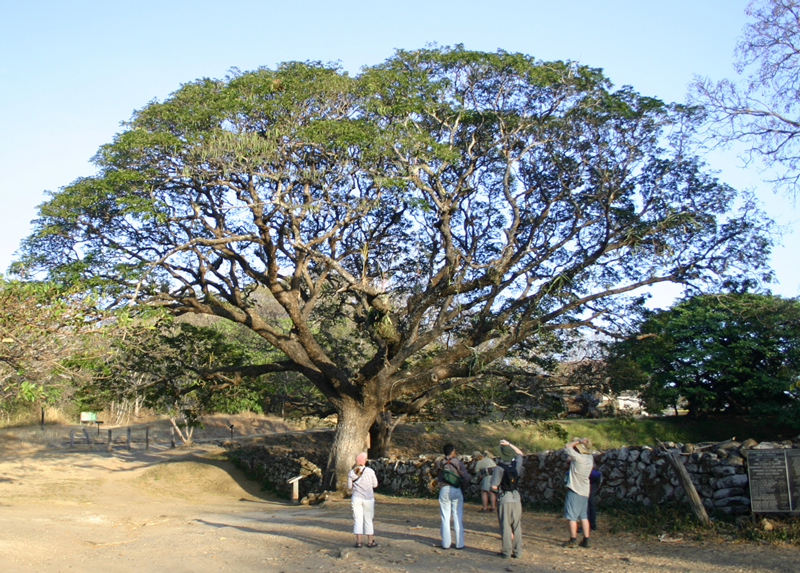
Albizia saman - charakterystyczny gatunek - przedstawiciel lasów w Teapa

Powierzchnia gminy wynosi 679,78 km² zajmując tylko 2,76% powierzchni stanu, co czyni ją jedną z najmniejszych gmin w stanie Tabasco. Obszar gminy jest bardzo zróżnicowany wyniesiony od 50 m aż do prawie 1000 m n.p.m. Na terenie gminy znajdują się dwa wzgórza sięgające blisko 1000 metrów. Są to “El Azufre” i “El Coconá”. Wokół tego drugiego utworzono strefę ekologiczną o powierzchni 442 ha zdeklarowaną przez władze stanu jako pomnik przyrody a chronioną wokół obszarem ponad 15 tys. ha. Obszar gminy należy do zlewiska systemu rzek Grijalva-Usumacinta. Na terenie gminy leży duże jezioro “Sitio Grande”. Urozmaicony teren gminy jest w większości pokryty lasami, które mają charakter lasów deszczowych.

## Klimat

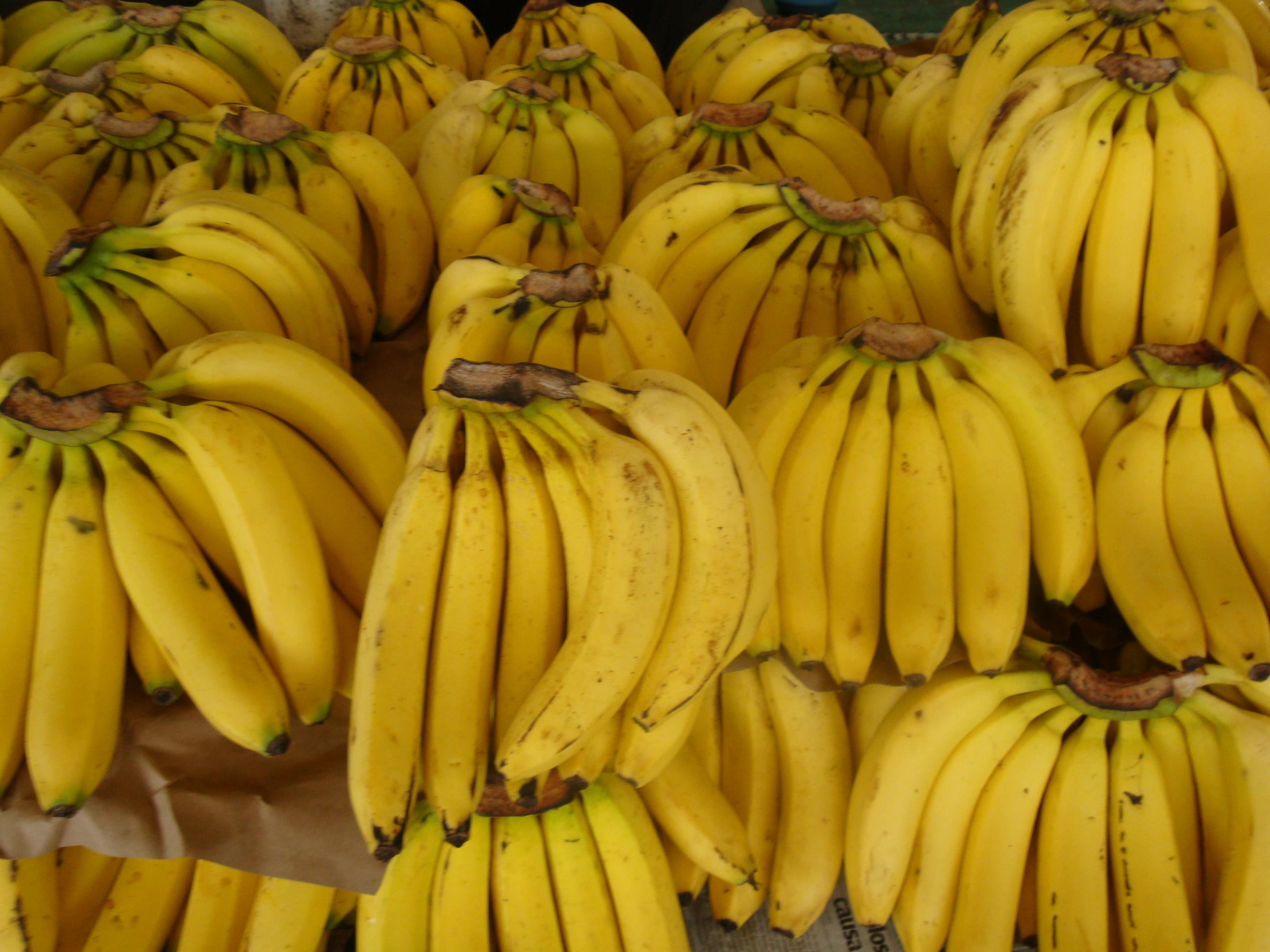
Gmina jest największym producentem bananów w stanie Tabasco i jednym z największych w Meksyku

Klimat jest ciepły ze średnią roczną temperaturą wynoszącą 27,8 °C oraz z niewielką roczną amplitudą, gdyż maksymalna temperatura najcieplejszego miesiąca (maj) wynosi 43,0 °C, podczas gdy minimalna średnia temperatura najchłodniejszych (grudzień - styczeń) wynosi 21,6 °C. Wiatry znad Morza Karaibskiego oraz znad Zatoki Meksykańskiej przynoszą dużą masę wilgotnego powietrza, które ochładzając się wraz z wysokością ponad poziom morza uwalnia wodę powodując gwałtowne opady (głównie w porze deszczowej przypadającej w lecie), czyniąc klimat wilgotnym ze średniorocznym opadem na poziomie aż 3 862,6 mm. Miesięczne opady najwilgotniejszego miesiąca - sierpnia wynoszą 569,7 mm podczas gdy najsuchszego (kwiecień) 167,4 mm.

## Gospodarka
Spośród całej ludności około 67,6% jest aktywnych ekonomicznie, z tego 39% zatrudnionych jest w usługach i 34% w rolnictwie. Ludność gminy jest zatrudniona według ważności: w rolnictwie, hodowli i rybołówstwie (głównie w największym jeziorze Sitio Grande), a następnie w handlu, turystyce i usługach oraz w mniejszym stopniu w przemyśle petrochemicznym, budownictwie oraz zakładach bazujących na pracy ręcznej. Najczęściej uprawia się banany, którego gmina jest największym producentem w stanie Tabasco, ponadto uprawia się kawę oraz pomarańcze, awokado i inne rośliny sadownicze.